# 1646 en France
Chronologie de la France
- 1642
- 1643
- 1644
- 1645
- 1646
- 1647
- 1648
- 1649
- 1650

Cette page concerne l’année 1646 du calendrier grégorien.

## Événements
Mars
- 9 mars : Mazarin est nommé surintendant de l’éducation du roi[1] par lettres patentes enregistrées au parlement le 15 mars[2].
- 13 mars : nouvelle déclaration contre les duels[3].

Avril
- 1er avril : le jour de Pâques, Gondi se dispute avec Gaston d’Orléans, oncle de Louis XIV, au sujet d’une affaire de préséance à Notre-Dame[4].
- 18 avril : Joseph Zongo Ondedei, un théatin, arrive à Paris auprès de Mazarin, dont il sera l’éminence grise[5]. Il finit évêque de Fréjus.

Mai
- 12 mai : voyage en Picardie. Louis XIV et Anne d’Autriche sont à Compiègne, à l’abbaye Saint-Corneille[6]. Ils sont à Amiens le 3 juin pour la Fête-Dieu[7]. Le roi assiste au rassemblement pour la campagne annuelle de guerre en Flandres à Compiègne et à Amiens[1].

Juin
- 20 juin : Madame de Longueville, qui a eu un fils le 12 janvier, part de Paris, appelée par son mari pour le rejoindre à Münster (22 juillet), où il négocie les traités de Westphalie[8]. Le duc d’Enghien aurait donné avis à ce dernier, croit-on, de l’inclination naissante de sa femme pour La Rochefoucauld[9].
- 23 juin : arrêt du Conseil d'État créant la manufacture royale de draps de Sedan[10].
- 28 juin[11] (ou le 29 juin) : Gaston d’Orléans prend Courtrai au moment où il allait cesser le siège faute de munitions[12],[13]. La Rochefoucauld, est présent à ce siège de Courtrai[14].

Juillet
- « le lundi 16 juillet 1646, furent registrées au Parlement les lettres de l’amirauté pour la reine. » La reine refuse en fait de céder l’amirauté à Enghien[15].
- 18 juillet : Gaston d’Orléans quitte Courtrai pour poursuivre l'armée de Charles IV de Lorraine[12].
- 19 juillet : l’assemblée du clergé réunie à Paris accorde au roi un « don gratuit » de 4 millions de livres[16]
- 30 juillet : l’Assemblée du clergé ayant terminé ses travaux, Gondi prononce à Fontainebleau le discours de clôture[4]. Il déplaît à la cour en affirmant que le roi doit se soumettre à la volonté de Dieu, dont les ecclésiastiques sont les interprètes, et en s’élevant contre la participation du clergé aux dépenses de l’État.

Août
- 1er août : Bergues se rend à Gaston d’Orléans[17].

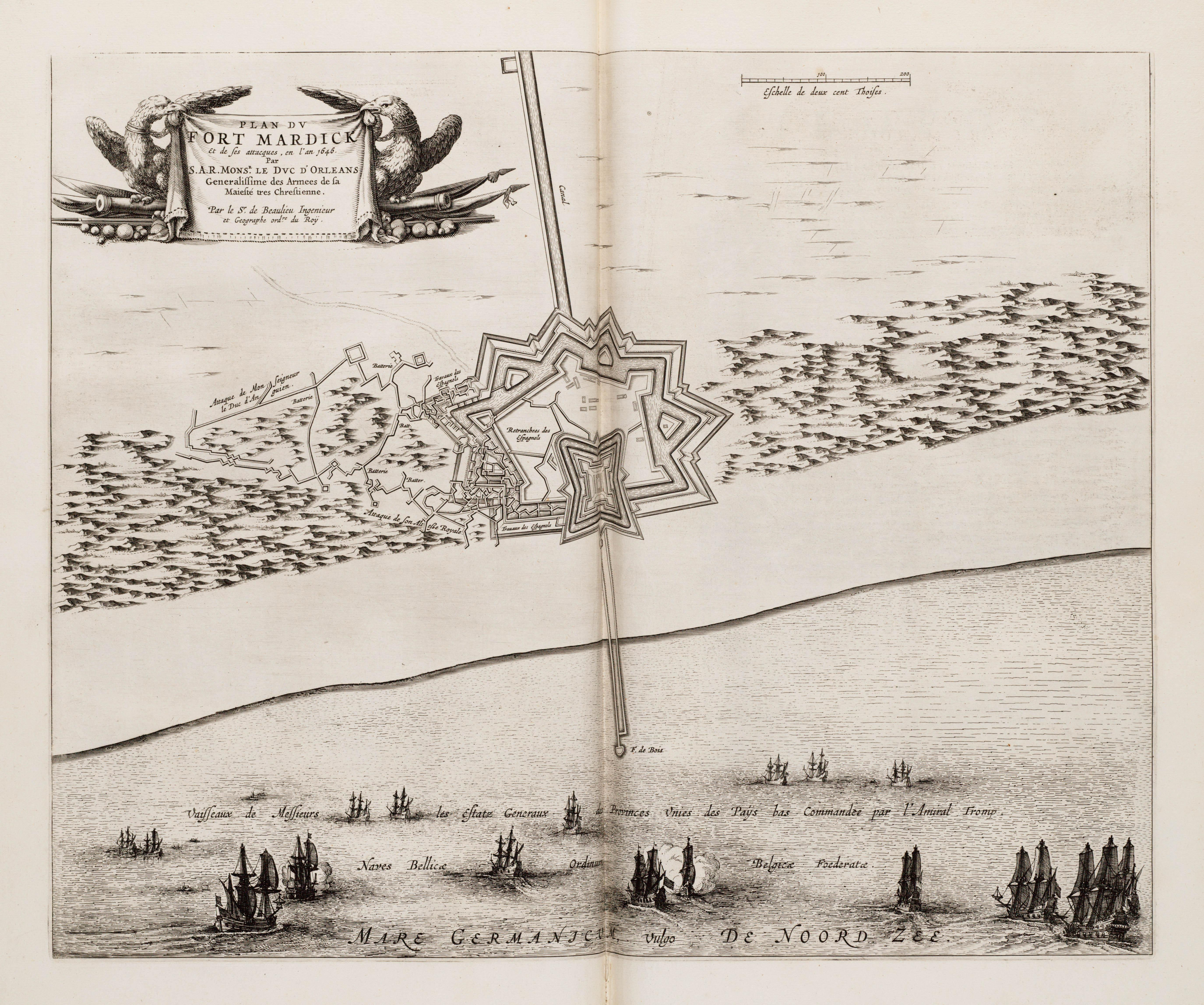
6-25 août : siège de Mardyck.

- 6 août : début du siège de Mardyck auquel participent La Rochefoucauld et Gourville. La Rochefoucauld reçoit un coup de mousquet à l’épaule[18]. C’est au siège de Mardyck que Bussy décrit Enghien : « un Mars dans la chaleur du combat. Il avait le poignet de sa chemise ensanglanté de la main dont il tenait l’épée. Je lui demandai s’il n’était point blessé. Non, me dit-il, c’est du sang de ces coquins. »[19].
- 25 août : le fort de Mardyck se rend à Gaston d'Orléans[11]. Beaucoup de gentilshommes français y sont tués.

Septembre
- 7 septembre : le duc d’Enghien prend Furnes puis assiège Dunkerque le (25 septembre)[11].
- 11 septembre : La Rochefoucauld est mestre de camp d’un régiment de cavalerie de son nom[14].
- 22 septembre : l’édit du tarif révise le régime des droits d’octroi qui pèsent sur les produits de grande consommation entrant à Paris[20]. Il impose les marchandises sans faire aucune distinction de personnes parmi les assujettis. Le Parlement demande en vain que son application soit limitée aux riches marchands des Six-Corps et ne l’enregistre que le 7 septembre 1647[21].

Octobre
- 10 octobre : prise de Dunkerque par le duc d’Enghien ; les Néerlandais, inquiet de l’avance française, engagent de négociations avec l’Espagne[11] tandis que Mazarin envisage l’annexion des Pays-Bas espagnols[22].
- 16 octobre : Te Deum pour célébrer la prise de Dunkerque par le duc d’Enghien. La Grande Mademoiselle, qui mettra des années à faire justice au Grand Condé, est contente d’être indisposée pour ne pas y assister et se dispenser de rendre ainsi hommage à son ennemi[23].
- 18 octobre : ouverture de la première des petites écoles de Port-Royal, rue Saint-Dominique-d’Enfer à Paris[24].
- 29 octobre : le Journal d’Ormesson : « Le lundi 29 octobre 1646, M. de Guise partit avec M. l'abbé d'Elbeuf pour aller à Rome faire rompre, à ce qu’on dit, son mariage d’avec madame de Bossu et épouser ensuite mademoiselle de Pons. Ce Guise est celui qui lancera l’expédition de Naples »[23].
- 10 octobre : naissance de Françoise-Marguerite de Sévigné, qui deviendra comtesse de Grignan, au 11, rue des Lions-Saint-Paul à Paris[25].

Novembre
- 3 novembre : La Rochefoucauld est nommé gouverneur du Poitou[14], son père ayant obtenu, en considération de ses propres services et de ceux de son fils, d’acheter pour lui cette charge au comte de Parabère, pour 300 000 livres.
- 21 novembre : pendant le siège de Lérida par le comte d’Harcourt, sortie victorieuse du marquis de Leganez et qui s’empare de l’artillerie et force Harcourt à lever le siège[26].

Décembre
- 15 décembre : l’édit du tarif est enregistré par la cour des aides[27] ; le Parlement de Paris s’y oppose et n’enregistre l’édit modifié que le 7 septembre 1647[21].